# Yamaçlı, Boğazlıyan
Yamaçlı là một thị trấn thuộc huyện Boğazlıyan, tỉnh Yozgat, Thổ Nhĩ Kỳ. Dân số thời điểm năm 2010 là 3.147 người.